# Centrul Național Cyberint
Centrul Național Cyberint face parte din cadrul Serviciului Român de Informații, care este autoritatea națională în domeniul cyber intelligence .  Centrul Național Cyberint a fost creat în 2008, ca unitate în cadrul Serviciului Român de Informații, atunci când SRI a fost desemnată ca autoritate națională în domeniul cyber intelligence   . Centrul Cyberint are drept misiune cunoașterea și prevenirea amenințărilor cibernetice, respectiv protecția, reacția și managementul consecințelor în situația producerii unor atacuri cibernetice .  Directorul instituției este Anton Rog, general-maior al Serviciului Român de Informații (SRI)  .

## Istoric
Centrul Național Cyberint a fost înființat în 2008, odată cu adoptarea de către Consiliul Suprem de Apărare a Țării a hotărârii privind aprobarea Structurii și a Regulamentului de Funcționare ale SRI. Centrul oferă platforma de colaborare a instituțiilor din cadrul sistemului de securitate națională cu responsabilități în domeniu, precum și interfața de cooperare cu structurile similare din cadrul NATO .
În 2020, SRI a anunțat că Centrul Național Cyberint a fost desemnat să îndeplinească rolul de Centru Operațional de Răspuns la Incidente de Securitate Cibernetică (CERT-SRI). Misiunea centrului este de a preveni și de a răspunde la incidente de securitate cibernetică care afectează funcționarea sistemelor informatice proprii Serviciului .

## Rol în cadrul Strategiei de securitate cibernetică a României 2022-2027
Centrul Național Cyberint (CNC) informează operativ Consiliul Operativ de Securitate Cibernetică (COSC) cu privire la apariția incidentelor cibernetice care pot aduce atingere securității naționale și este punct de contact pentru relaționarea cu organismele similare din străinătate, în caz de atac cibernetic asupra securității cibernetice a României .